# Pan Wolodyjowski (film)
Pan Wolodyjowski (în poloneză Pan Wołodyjowski) este un film istoric polonez din 1969, regizat de Jerzy Hoffman. Filmul este inspirat din romanul Pan Wołodyjowski (1888) al scriitorului polonez laureat al Premiului Nobel Henryk Sienkiewicz și este primul din trilogia filmelor istorice realizate de Hoffman după opera lui Sienkiewicz, fiind urmat de Potopul (1974) și Prin foc și sabie (1999). Acțiunea trilogiei lui Sienkiewicz are loc în cea de-a doua jumătate a secolului al XVII-lea, o perioadă zbuciumată a istoriei Poloniei.
Primele două filme ale seriei au fost realizate în perioada comunistă, când mândria națională poloneză era în declin, și au devenit foarte populare în acele vremuri. Ultimul film al seriei a fost lansat abia în 1999, după căderea regimului comunist, a fost difuzat de Televiziunea Poloneză ca o miniserie în patru părți și a dovedit același interes al publicului polonez pentru trilogia istorică a lui Sienkiewicz.
Conceput ca un amestec de film istoric și film de aventuri, Pan Wolodyjowski prezintă luptele duse de polonezi împotriva invadatorilor otomani în perioada 1668–1672. Personajul principal al filmului este polcovnicul Michał Wołodyjowski, interpretat de actorul Tadeusz Łomnicki. În același timp a fost realizat și un serial alb-negru de televiziune intitulat Aventurile lui pan Michał (în poloneză Przygody pana Michała), în regia lui Paweł Komorowski, care a folosit aceleași decoruri și costume, aceeași recuzită, precum și majoritatea actorilor din filmul de cinema, cu excepția interpreților rolurilor Ketling, Makowiecka și Luśnia.
Pan Wolodyjowski a concurat la ediția a VI-a a Festivalului Internațional de Film de la Moscova, unde Tadeusz Łomnicki a câștigat premiul pentru cel mai bun actor. Filmul s-a bucurat de o popularitate considerabilă în rândul cinefililor polonezi și se află pe locul 8 în topul celor mai vizionate filme poloneze din perioada 1945-1989, fiind vizionat de 10.934.458 de spectatori.

## Rezumat
În anul 1668, după ce timp de 20 de ani fusese răvășită de războaie, Polonia trecea prin vremuri grele. Regele Ioan Cazimir al II-lea abdicase de la tron și plecase în Franța, lăsând țara fără monarh. Nobilimea poloneză se adună la Varșovia pentru alegerea unui nou rege, iar în această situație de incertitudine politică unii nobili propun aducerea unui monarh străin. Bătrânul nobil Jan Onufry Zagłoba îl întâlnește în capitală pe ofițerul scoțian Ketling Hassling și află de la el că polcovnicul Michał Wołodyjowski, prietenul lor comun, părăsise serviciul militar după moartea logodnicei sale și se retrăsese la o mănăstire camaldolită, intenționând să devină călugăr. În acest timp tătarii din Crimeea pregăteau un atac masiv împotriva Poloniei, iar armata țării avea nevoie de un militar destoinic și neînfricat ca Wołodyjowski. Zagłoba reușește să-l scoată din mănăstire prin vicleșug, anunțându-l că fostul său camarad de arme Ketling este pe moarte. La cererea hatmanului Sobieski, Wołodyjowski acceptă să reintre în serviciul militar.
Legendarul oștean întâlnește la conacul lui Ketling două domnișoare nobile: Krystyna (Krzysia) Drohojowska și Barbara (Basia) Jeziorkowska, care aveau caractere opuse: prima era calmă, meditativă și interesată de muzică și poezie, iar cea de-a doua era veselă, plină de viață și pasionată de călărie și scrimă. Michał și Krzysia se apropie unul de celălalt, planificându-și în secret logodna, când Ketling apare la conac. În timpul absenței lui Wołodyjowski, trimis de hatmanul Sobieski să cerceteze unitățile militare de la graniță, Krzysia se îndrăgostește însă de Ketling și, nedorind să-și încalce jurământul de logodnă, decide să se călugărească. Aflând acestea, Michał își reprimă furia sa inițială și dorința sa de răzbunare față de rivalul său și acceptă ruperea logodnei, iar mai apoi se căsătorește cu Basia, care-l iubea de multă vreme.
În anul următor hatmanul Sobieski îl numește pe Wołodyjowski comandant al taberei militare fortificate Chreptiów. Polcovnicul merge împreună cu soția sa în Ținuturile de frontieră de la est pentru a apăra granița Uniunii statale polono-lituaniene de atacurile turcești și tătărești. Mai multe evenimente dramatice au loc în tabăra de la Chreptiów. Oștenii află că Azja Mellechowicz, sotnicul tătarilor lipcani, este fiul dispărut al hanului tătar Tugai Bei, care provocase multe pagube Poloniei cu ani în urmă. El fusese crescut de nobilul polonez Nowowiejski, care îl biciuise și îl alungase după ce l-a surprins făcându-i curte fiicei sale, Ewa. Dornic de răzbunare, Azja intenționează să treacă de partea turcilor și încearcă să o răpească pe Basia, dar femeia reușește să scape și să se întoarcă la Chreptiów, în timp ce sotnicul tătar își pierde un ochi în urma încăierării. Tătarii lipcani dau foc avanpostului Raszków și îi masacrează pe locuitori. Azja îl ucide pe bătrânul Nowowiejski și o dă pe Ewa tătarilor săi pe post de concubină. Apoi, împreună cu unitatea sa de tătari lipcani, se îndreaptă spre granița otomană pentru a intra în slujba sultanului. Fratele Ewei, Adam Nowowiejski, pornește cu un mic detașament în urmărirea tătarilor, dorind să-și răzbune tatăl și sperând să-și elibereze sora. Detașamentul condus de tânărul Nowowiejski îl capturează pe Azja în urma unei incursiuni în tabăra tătarilor și îl trage în țeapă pentru atrocitățile comise. Nereușind să-și găsească liniștea, Adam Nowowiejski trece de unul singur granița și cade în mâinile dușmanilor săi.
În anul 1672 armata otomană invadează Polonia, iar polcovnicul Wołodyjowski merge la Camenița, unde participă la apărarea cetății împreună cu camarazii săi loiali. În ciuda obiecțiilor formulate de nobili, generalul Potocki încredințează comanda unui consiliu militar. Propunerea episcopului Lanckoroński de încheiere a unei păci cu turcii este primită cu ostilitate de comandanții militari polonezi care susțin necesitatea apărării cetății pentru a-i oferi timp hatmanului Sobieski să adune o armată puternică. Wołodyjowski și Ketling preiau comanda apărării cetății și jură că nu vor preda cetatea atât timp cât vor fi în viață. Turcii conduc un asediu prelungit și reușesc să străpungă zidurile cetății exterioare, în ciuda rezistenței îndârjite a polonezilor, iar apărătorii se mută în castelul interior. O lovitură de artilerie bine țintită a polonezilor distruge depozitul de pulbere al inamicilor, dar acest succes este zadarnic. Generalul Potocki, înaltul comandant militar, decide predarea cetății Camenița și încheie un armistițiu cu turcii. După evacuarea oștenilor polonezi din cetate, Wołodyjowski și Ketling provoacă intenționat o explozie, găsindu-și moartea sub dărâmături.
Moartea eroică a polcovnicului Wołodyjowski este comemorată cu tristețe de camarazii săi de arme în cadrul unei slujbe solemne ținute într-o biserică. Preotul își încheie discursul de adio întrebând „Cine va proteja patria?”, iar în acel moment intră în biserică hatmanul Sobieski care ia în mâini o bucată din sabia eroului căzut, determinându-i pe militarii polonezi să-și ridice săbiile în aer, pregătiți să-și apere patria. În anul următor polonezii au obținut o victorie decisivă în Bătălia de la Hotin și i-au alungat pe turci de pe teritoriul Poloniei.

## Distribuție
- Tadeusz Łomnicki - polcovnicul (colonelul) Michał Wołodyjowski[14]
- Magdalena Zawadzka - Barbara (Basia) Jeziorkowska, soția lui Wołodyjowski[14]
- Mieczysław Pawlikowski - nobilul Jan Onufry Zagłoba[14]
- Hanka Bielicka - stolniceasa Makowiecka, sora lui Wołodyjowski[1][14]
- Barbara Brylska - Krystyna (Krzysia) Drohojowska, logodnica lui Wołodyjowski și apoi soția lui Ketling[14]
- Irena Karel - Ewa Nowowiejska, sora lui Adam[14]
- Jan Nowicki - ofițerul scoțian Ketling Hassling din Elgin[14]
- Daniel Olbrychski - sotnicul Mellechowicz/Azja Tuhaj-Bejowicz, fiul hanului Tugai Bei[14]
- Marek Perepeczko - Adam Nowowiejski,[14] ofițer sub comanda lui Wołodyjowski[17]
- Mariusz Dmochowski - hatmanul Jan Sobieski[14]
- Władysław Hańcza - bătrânul nobil Nowowiejski[14]
- Gustaw Lutkiewicz - ofițerul Luśnia, subordonat al lui Wołodyjowski și Adam Nowowiejski[14]
- Tadeusz Schmidt - nobilul Snitko[14]
- Andrzej Szczepkowski - episcopul Lanckoroński[1]
- Leonard Andrzejewski - tătarul Halim, slujitorul lui Azja; voce dublată de Tadeusz Łomnicki[1]
- Bogusz Bilewski - polcovnicul Muszalski[14]
- Wiktor Grotowicz - generalul Potocki, comandantul cetății Camenița[1]
- Tadeusz Kosudarski - nobil polonez[1]
- Andrzej Piątkowski - turc care luptă cu Wołodyjowski[1]
- Ryszard Ronczewski - tâlhar care-i atacă pe Wołodyjowski și Zagłoba[1]
- Andrzej Przeździecki - tâlhar care-i atacă pe Wołodyjowski și Zagłoba[1]
- Tadeusz Somogi - mesagerul gen. Potocki care-i înmânează o scrisoare lui Wołodyjowski în cetatea Camenița[1]
- Witold Skaruch - călugărul portar[1]
- Gustaw Holoubek (nemenționat) - preotul Kamiński, care vorbește în biserică după moartea lui Wołodyjowski[1]

## Producție

### Context

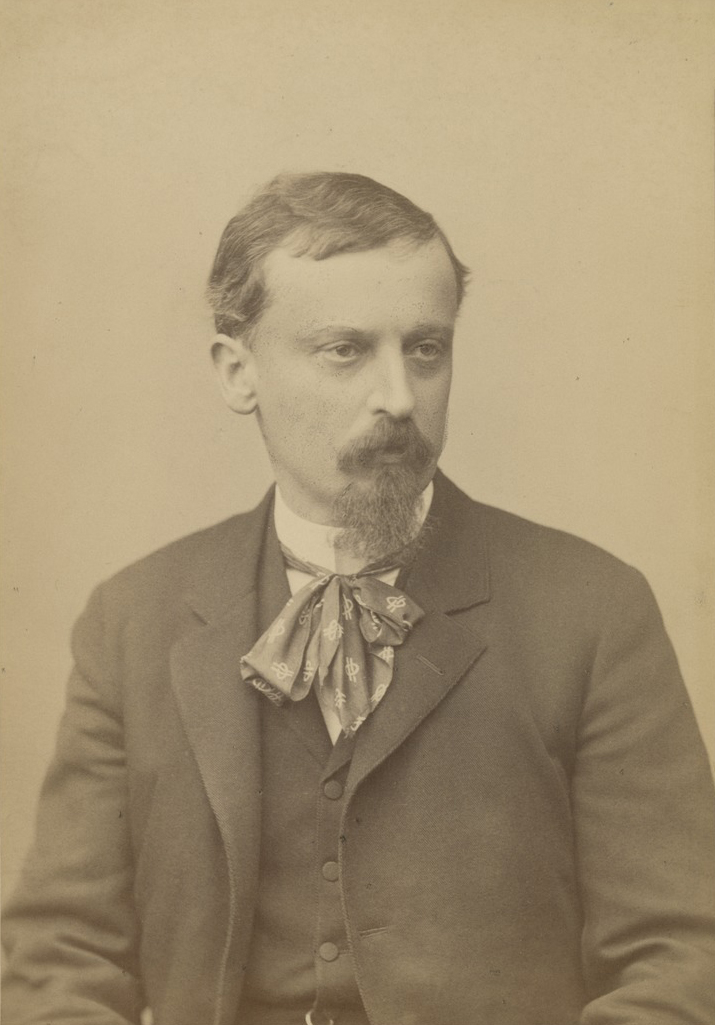
Scriitorul polonez Henryk Sienkiewicz în anii 1880

Romanul Pan Wołodyjowski (1888) este al treilea volum al Trilogiei istorice a lui Henryk Sienkiewicz, fiind precedat de romanele Prin foc și sabie (1884) și Potopul (1886). Ecranizarea lor nu a fost realizată în ordinea cronologică a apariției romanelor sau a acțiunii lor, ci într-o ordine inversă. Astfel, filmul Pan Wołodyjowski, care prezintă sfârșitul trilogiei, a fost realizat înaintea celorlalte două filme, fiind urmat de Potopul (1974) și Prin foc și sabie (1999), care au fost regizate tot de Jerzy Hoffman. Unii actori ai ecranizării romanului Pan Wołodyjowski au apărut și în celelalte filme: astfel, Tadeusz Łomnicki l-a interpretat tot pe polcovnicul Michał Wołodyjowski în Potopul, iar Daniel Olbrychski l-a interpretat pe nobilul patriot Andrzej Kmicic în Potopul și pe hanul tătar Tugai Bei în Prin foc și sabie.
Primele două filme ale seriei au fost realizate în perioada comunistă, când mândria națională poloneză era în declin. După cum scria Elżbieta Ostrowska, „imaginea de sine a poporului polonez, bazată în mod tradițional pe suferință, sacrificiu și eroism, fusese grav subminată” la sfârșitul anilor 1960. Acest lucru fusese remarcat inclusiv de autoritățile politice poloneze care, la începutul anilor 1960, au criticat tonul excesiv de pesimist al filmelor poloneze.
Adaptarea capodoperelor literare poloneze apărea în acest context ca un mijloc de întărire a mândriei naționale prin evadarea din prezentul agitat într-un trecut mitologizat. Romanele lui Sienkiewicz fuseseră scrise cu scopul de a „ridica moralul populației” în perioada ce a urmat Împărțirii Poloniei, oferindu-le viziunea nostalgică a unui trecut glorios. Polonezii considerau că perioada existenței Uniunii statale polono-lituaniene era „Epoca de Aur a Poloniei” și erau dornici să li se amintească vremurile în care Polonia era un stat suveran și, în același timp, o putere militar-politică a Europei. Realizarea celor două ecranizări răspundea astfel nevoilor politice ale autorităților, care sperau, în plus, obținerea unor încasări financiare mari ca urmare a popularității romanelor.
Ecranizarea romanului Prin foc și sabie, care prezintă lupta polonezilor împotriva cazacilor ucraineni, nu a putut fi realizată în perioada comunistă din cauza faptului că ar fi putut fi perceput ca antisovietic. Prin aceste filme regizorul Jerzy Hoffman s-a remarcat ca unul din principalii reprezentanți ai filmului istoric polonez.

### Pregătiri
Scenariul ecranizării romanului Pan Wołodyjowski a fost scris de Jerzy Lutowski (1918-1985), în colaborare cu regizorul Jerzy Hoffman (n. 1932). Textul literar al lui Sienkiewicz a fost combinat cu elemente ale unor genuri și subgenuri cinematografice populare precum westernul, melodrama și filmul epic, ceea ce a făcut ca filmul să aibă în final aspectul unui produs hibrid.
Pan Wołodyjowski a fost produs de studioul Zespół Filmowy Kamera și i-a avut ca producători delegați pe Wilhelm Hollender și Edward Burba. Producția filmului a durat aproape doi ani și a trezit un interes considerabil, având parte de multă publicitate în mass-media. Actorii propuși să facă parte din distribuție au fost audiați public. Rolul protagonistului a fost încredințat actorului Tadeusz Łomnicki, care avea o înălțime de 1,64 metri.
Costul de producție a filmului a fost unul enorm pentru acea vreme: 40 de milioane de zloți. Au fost construite decoruri imense în aer liber: Cetatea Camenița (care se afla în acea vreme pe teritoriul URSS) a fost reconstituită în ruinele castelului Chęciny, iar târgul Raszków și avanpostul Chreptiów au fost reconstruite în Munții Bieszczady. Actorii s-au pregătit îndelung pentru a interpreta cât mai bine personajele tipice secolului al XVII-lea. Astfel, Tadeusz Łomnicki, interpretul personajului principal („micul cavaler”), a luat lecții de călărie timp de șase luni și lecții de scrimă timp de un an. O pregătire intensă a efectuat și Magdalena Zawadzka, interpreta Basiei.

### Filmări

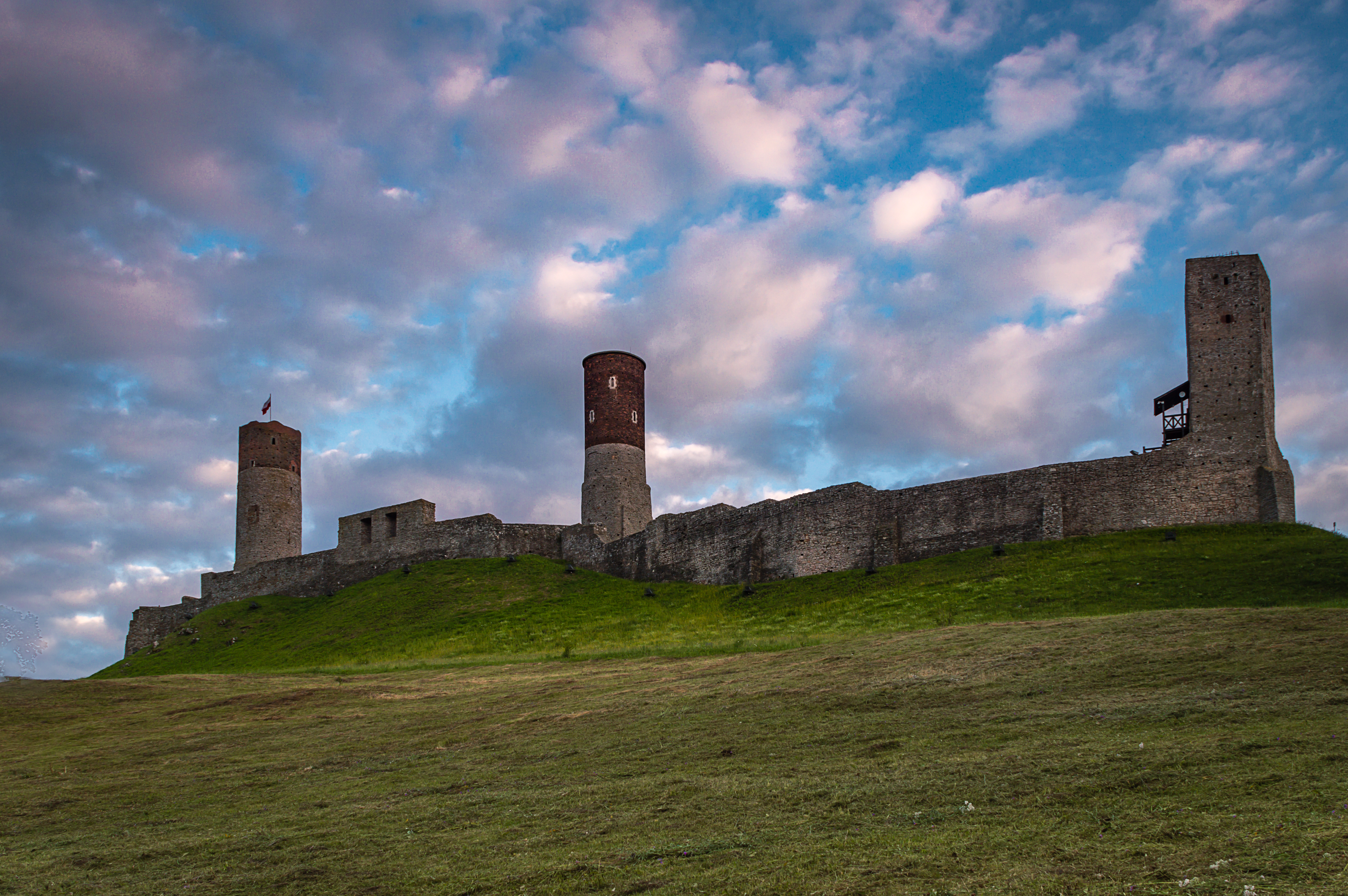
Castelul Chęciny, unde a fost filmată scena asedierii cetății Camenița

Filmările au avut loc în perioada 13 octombrie 1967 - 16 septembrie 1968 și au fost realizate sub coordonarea regizorului Jerzy Hoffman atât în studioul de film din Łódź și în Castelul Wawel (scenele interioare), cât și în aer liber: Bahcisarai (ruinele unei cetăți tătare din secolul al XVI-lea), Biały Bór, Chęciny, Cracovia (Mănăstirea camaldolită, Capela „Sf. Maria” din Catedrala Wawel), Klęk, Krzemienica (Biserica „Sf. Apostol Iacob”), Castelul Pieskowa Skała, Sulejów, Varșovia (Piața Orașului Vechi, Ulica Podwale, Biserica dominicană „Sf. Jacek” de pe Ulica Freta 8/1), în jurul orașului Wolbórz și în Munții Bieszczady (târgul Raszków a fost amenajat în vecinătatea bisericii din satul Chmiel, iar avanpostul din lemn Chreptiów a fost construit din 600.000 m³ de masă lemnoasă pe dealul Chodak între satele Lutowiska și Skorodne; fuga Basiei de Azja a fost filmată în pădurea de arin de pe malul unui afluent al pârâului Głuchy). Scena asedierii cetății Camenița a fost recreată pe dealul castelului Chęciny, iar expediția tânărului Nowowiejski în căutarea lui Azja Tuhaj-Bejowicz a fost filmată în zona stâncoasă a cetății medievale Çufut Qale din apropierea orașului Bahcisarai (peninsula Crimeea), cu sprijinul companiei sovietice Mosfilm.
Producția filmului Pan Wołodyjowski s-a desfășurat simultan cu cea a serialului alb-negru de televiziune intitulat Aventurile lui pan Michał (în poloneză Przygody pana Michała), în regia lui Paweł Komorowski. Au fost folosite aceleași decoruri, aceleași costume, precum și aceeași recuzită. Actorii principali ai celor două producții sunt în mare parte aceiași, cu excepția interpreților rolurilor Ketling, Makowiecka și Luśnia. Cele trei personaje sus-menționate au fost interpretate în serialul de televiziune de Andrzej Łapicki, Barbara Krafftówna și Ludwik Benoit; numărul personajelor secundare este însă mai mare în serial.
Camerele de filmat aveau lentile anamorfice pentru a capta cadre cât largi și foloseau peliculă color (cu un format al imaginii de 2,35:1), care a fost prelucrată în laboratorul Wytwórnia Filmów Fabularnych din Łódź. Imaginile au fost filmate de operatorii Andrzej Gronau, Stefan Pindelski, Jerzy Białek, Jan Ossowski și Stanisław Matuszewski, sub coordonarea directorului de imagine Jerzy Lipman. Câteva mii de figuranți, îmbrăcați în costume de epocă lucrate cu minuțiozitate, au fost folosiți în scenele de luptă. Vocea actorului Leonard Andrzejewski (interpretul tătarului Halim, slujitorul lui Azja) a fost dublată de Tadeusz Łomnicki, fără ca acest lucru să fie menționat pe generic.
Regizorul Jerzy Hoffman s-a confruntat cu dificultăți în realizarea filmului, fiind urmărit îndeaproape de autorități și nevoit să modifice unele scene. Toți militarii care făceau figurație în film au fost mobilizați în cursul filmării unei scene principale de luptă pentru a sprijini invazia sovietică în Cehoslovacia (20-21 august 1968).
Filmul are o durată de 148 de minute, iar pelicula are o lungime de 4.400 de metri.

## Continuări
Succesul acestui film a permis realizarea unei ecranizări grandioase a celui de-al doilea roman al trilogiei, Potopul, a cărui acțiune are loc în perioada invaziei suedeze în Polonia cunoscută sub numele de „Potopul suedez”. Evenimentele istorice sunt împletite aici cu o poveste melodramatică de dragoste între nobilul patriot Andrzej Kmicic (interpretat de Daniel Olbrychski) și nobila lituaniană Oleńka Billewiczówna (interpretată de Małgorzata Braunek). Jerzy Hoffman creează aici o frescă istorică vastă cu numeroase personaje (în mare parte ficționale), ce a fost asemănată de unii critici cu superproducția sovietică Război și pace (1966-1967) a lui Serghei Bondarciuk. Filmul Potopul (1974) a avut un succes chiar mai mare în rândul cinefililor polonezi, fiind vizionat de 27,6 milioane de spectatori, și a fost nominalizat în 1975 la Premiul Oscar pentru cel mai bun film străin.
Ultimul film al seriei, Prin foc și sabie, a fost realizat pe parcursul unui deceniu și a fost lansat abia în 1999, după căderea regimului comunist, ca urmare a faptului că prezintă încercarea polonezilor de înăbușire a rebeliunii cazacilor ucraineni (Răscoala lui Hmelnițki) și ar fi putut fi perceput ca antisovietic. Hoffman a eliminat o serie de scene care puteau fi ofensatoare pentru ucraineni precum Bătălia de la Beresteczko (1651) și a adus pe ecran o viziune mai echilibrată și mai puțin xenofobă a conflictului polono-ucrainean, promovând astfel o reconciliere istorică între Polonia și Ucraina. Prin foc și sabie este cel mai scump film polonez produs vreodată. Are o durată de peste 3 ore și a fost difuzat, de asemenea, de Televiziunea Poloneză ca o miniserie în patru părți. La fel ca și filmele anterioare, Prin foc și sabie a avut parte de un imens succes în rândul publicului polonez, având 7,1 milioane de spectatori și devenind cel mai vizionat film polonez din perioada 1989-2013. Realizarea acestui film și succesul său a întărit, în gândirea unor specialiști, impresia existenței unei continuități între diferitele epoci ale istoriei cinematografice a Poloniei.

## Lansare
Filmul Pan Wolodyjowski a fost vizionat pentru prima oară într-o avanpremieră festivă organizată la 26 martie 1969 în orașul Kielce. Premiera oficială a filmului a avut loc două zile mai târziu, pe 28 martie 1969, la cinematograful Kongresowa din Varșovia. Au fost realizate 70 de copii ale filmului, ceea ce a permis o distribuție extinsă pe întreg teritoriul Poloniei. Pan Wolodyjowski a fost întâmpinat cu entuziasm, s-a bucurat de o popularitate considerabilă în rândul cinefililor polonezi și a devenit unul dintre filmele cu cele mai mari încasări din istoria cinematografiei poloneze. El se află pe locul 8 în topul celor mai vizionate filme poloneze din perioada 1945-1989, fiind vizionat de 10.934.458 de spectatori în cinematografele din țara sa de origine. Filmul următor al seriei, Potopul, se află pe locul 3 în același top, cu 27.615.921 de spectatori.
Succesul autohton al filmului și interesul autorităților poloneze pentru popularizarea istoriei și culturii naționale au determinat o difuzare extinsă în străinătate: Pan Wolodyjowski a fost prezentat la Festivalul Internațional de Film de la Moscova din iulie 1969 și a fost vândut în 28 de țări. Lansarea filmului în Ungaria a avut loc la 4 iunie 1970.
Filmul a fost lansat pe DVD la 25 octombrie 2002 într-o versiune ce avea disponibilă o subtitrare în limba engleză.

## Aprecieri critice

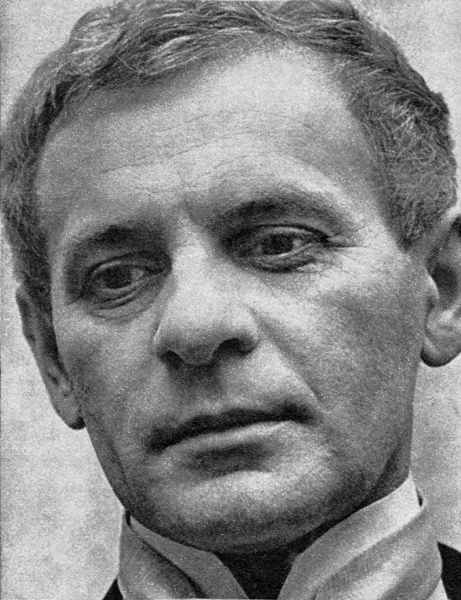
Actorul polonez Tadeusz Łomnicki în 1969

Pan Wolodyjowski a fost considerat, la vremea apariției sale, o ecranizare spectaculoasă și plină de farmec, care reproduce într-un mod riguros atmosfera romanului lui Henryk Sienkiewicz și se apropie de standardele producțiilor cinematografice hollywoodiene. Scenele romantice, intrigile, suspansul, urmăririle și luptele intense incluse în film au contribuit la crearea unei imagini romanțate a istoriei Poloniei și au întărit mândria națională poloneză într-o vreme când țara era tot mai divizată de conflicte sociale.
Criticii polonezi au scos în evidență interpretarea excelentă a rolurilor: nu numai a rolurilor principale, ci și a rolurilor episodice. În timp ce interpretările lui Tadeusz Łomnicki și Magdalena Zawadzka au fost considerate „creații de neuitat”, au fost elogiate, de asemenea, prestațiile artistice ale lui Mieczysław Pawlikowski (în rolul unui Zagłoba plin de umor și viclean), Barbara Brylska (în rolul romanticei Krzysia), Jan Nowicki (convingător în rolul lui Ketling atât ca oștean viteaz, cât și ca bărbat îndrăgostit), Hanka Bielicka (în rolul stolnicesei Makowiecka) și Daniel Olbrychski (care a rămas multă vreme în memoria spectatorilor în rolul crudului Azja). Unii critici au considerat însă că aventurile „micului cavaler” au fost tratate într-un mod ușor comic, neavând seriozitatea pe care o impuneau acele vremuri eroice.
Factorul principal care a contribuit la popularitatea acestui film este, în opinia cercetătoarei canadiene Deanne Schultz, profesoară de istorie la Malaspina University-College (actualmente Vancouver Island University) din Nanaimo (Columbia Britanică, Canada) și autoarea lucrării științifice Filmography of World History (2007), modul ingenios de prezentare romanțată a unor evenimente istorice autentice: „Clar aventuros și cu spirit naționalist, Pan Wolodyjowski este o combinație fericită a filmului istoric cu divertismentul popular”. Interesul publicului a fost stârnit, de asemenea, de peisaje, de decorurile somptuoase ale spațiilor interioare, de obiectele de artă împrumutate din muzee și biserici și nu în ultimul rând de prezența cailor (element central al culturii poloneze asociat cu victoriile militare din perioada de existență a Uniunii statale polono-lituaniene și cu un stil de viață aristocratic).
Enciclopedia cinematografică germană Lexikon des internationalen Films descrie astfel acest film: „Faptele eroului popular Wolodyjowski în jurul anului 1670, când Imperiul Polonez era în declin. Colonelul își părăsește locul de refugiu și se pune în slujba lui Jan Sobieski și a cauzei nobile. Film istoric de mare amploare inspirat de una dintre cele mai citite cărți din Polonia. Cu o caracterizare mai bună a personajelor decât filmele monumentale similare, filmul oferă nu numai panorame impresionante ale luptelor, ci și informații cu privire la mentalitatea poloneză.”.

### Premii
Pan Wolodyjowski a fost prezentat la ediția a VI-a a Festivalului Internațional de Film de la Moscova, care a avut loc în perioada 7-22 iulie 1969, concurând pentru Premiul de Aur. Tadeusz Łomnicki a câștigat acolo premiul pentru cea mai bună interpretare a unui rol masculin, pe care l-a împărțit însă cu actorul englez Ron Moody, interpretul personajului Fagin în filmul muzical britanic Oliver! (1968).
Filmul polonez a obținut premiul „Rața de Aur” (Złota Kaczka) pentru cel mai bun film polonez al anului 1969 acordat de revista cinematografică Film în 1970 în baza unui sondaj în rândul cititorilor. Pentru contribuția lor la acest film, regizorul Jerzy Hoffman, directorul de imagine Jerzy Lipman și scenaristul Jerzy Lutowski au fost distinși în 1969 cu Premiul ministrului culturii și artei (Nagroda Ministra Kultury i Sztuki) clasa I.